# Тимро (община)
Община Тимро (на шведски: Timrå kommun) е разположена в лен Вестернорланд, североизточна централна Швеция с обща площ 828 km2 и население 18 062 души (към 31 декември 2013). Административен център на община Тимро е едноименния град Тимро.